# Narodni park goril Mgahinga
Narodni park goril Mgahinga je narodni park v jugozahodni Ugandi. Ustanovljen je bil leta 1991 in pokriva površino 33,9 km².

## Zgodovina
Narodni park goril Mgahinga je bil ustanovljen leta 1991 na območju, ki je bilo med 1930 in 1950 rezervat za divjad, vendar je bilo delno spremenjeno v polja na nižjih nadmorskih višinah. Biološke raziskave so se začele leta 1989, žične pasti so bile uničene, nadzorniki so bili usposobljeni in drevesa posajena. Naseljenci so bili v zgodnjih 1990-ih preseljeni na območja zunaj meja narodnega parka.
Novembra 2013 se je gibanje M23, kongovska uporniška skupina, predala v parku, potem ko jo je v uporu M23 porazila kongovska vojska.

## Geografija
Narodni park goril Mgahinga leži na območju vulkanskega gorovju Virunga v Ugandi. Osem izoliranih, gozdnatih in aktivnih vulkanov tvori gorovje, v katerem leži mejni trikotnik med Ugando, Ruando in Demokratično republiko Kongo. Med drugimi Obsega tri neaktivne vulkane in sicer Mount Muhabura, Mount Gahinga in Mount Sabyinyo. Narodni park je na nadmorski višini od 2227 do 4127 m in je del porečja reke Nil. Meji na narodni park vulkanov v Ruandi in južni del narodnega parka Virunga v Demokratični republiki Kongo, ki skupaj tvorita ohranitveno območje Virunga (VCA) v Velikosti 434 km².
Park je približno 15 kilometrov po cesti južno od mesta Kisoro in približno 55 kilometrov po cesti zahodno od Kabale, največjega mesta v podregiji.
Območje doživlja dve mokri deževni sezoni: od februarja do maja; in od septembra do decembra. Povprečna mesečna količina padavin se giblje od 250 mm v oktobru do 10 mm v juliju.

## Biotska raznovrstnost
Narodni park obsega bambusov gozd (Oldeania alpina), gorske gozdove Albertove riftne doline, gorsko barje Ruwenzori-Virunga z drevesno resavo in alpsko območje na višjih nadmorskih višinah.

### Divje živali
Prvaki, ki so prisotni v narodnem parku, so gorska gorila (Gorilla beringei beringei) s približno 30 osebki, razdeljenimi v eno naseljeno in dve nenaseljeni skupini, ter zlata opica (Cercopithecus kandti), endemit Albertove riftne doline, katere območje razširjenosti je zdaj omejeno na gorovje Virunga in še en gozd v Ruandi. Kontrolni seznam 76 vrst sesalcev vključuje črno-belega kolobusa, leoparda, afriškega savanskega slona, orjaško gozdno svinjo, zakrinkano svinjo (Potamochoerus larvatus), bivola, imbabalo (Tragelaphus sylvaticus), črnočelega dukerja (Cephalophus nigrifrons) in več vrst glodavcev, netopirjev in malih plenilcev.
Med endemičnimi pticami Albertove riftne doline so bile med raziskavami leta 2004 v narodnem parku zabeležene naslednje: Pternistis nobilis, temno škrlatnokrilec (Cryptospiza jacksoni), Chamaetylas poliophrys, drozg Geokichla piaggiae tanganicae, Ruvenzorijev turaco (Gallirex johnstoni), Batis diops, Cinnyris stuhlmanni, Oreolais ruwenzorii), gorski maskirani apalis (Apalis personata), Dessonornis archeri, progastoprca sinica (Melaniparus fasciiventer), modroglavi sončnik (Cyanomitra alinae), kraljevski sončnik (Cinnyris regius), nenavadni tkalec (Ploceus alienus), montanski nočni kozarec (Caprimulgus poliocephalus), rdeča gozdna penica (Phylloscopus laetus) in Grauerjeva močvirska penica (Bradypterus graueri).

## Turizem
Narodni park goril Mgahinga je najmanjši narodni park v Ugandi, ki prejme eno najmanjših letnih števil obiskovalcev med vsemi narodnimi parki v Ugandi. Priljubljene turistične dejavnosti so sledenje gorskim gorilam, sledenje zlatim opicam, pohodništvo po vulkanu, sprehodi v naravi, vključno s sotesko, opazovanje ptic in srečanje s skupnostjo Batwa. Turisti, ki obiščejo narodni park goril Mgahinga, se iz Kampale vozijo 9 ur, da pridejo do parka. Park je povezan tudi z dnevnimi domačimi leti z mednarodnega letališča Entebbe in naprej do letalske steze Kihihi, ki pristane na letališču Kisoro.